# Острый тонзиллит

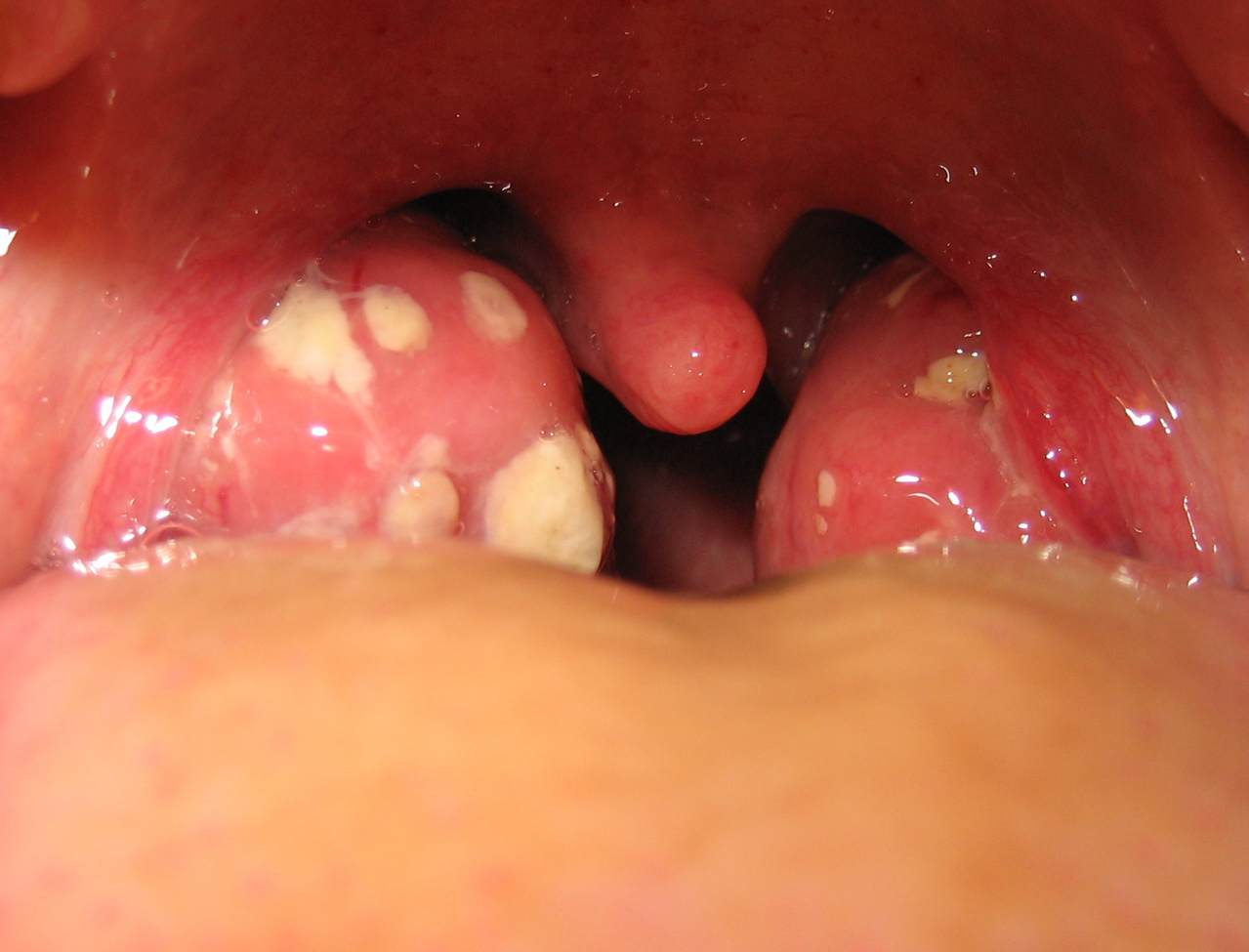
Двусторонняя лакунарная ангина

О́стрый тонзилли́т (от лат. tonsillae — миндалины), в обиходе — анги́на (от лат. ango — «сжимаю, сдавливаю, душу́»), — инфекционное заболевание с местными проявлениями в виде острого воспаления компонентов лимфатического глоточного кольца, чаще всего нёбных миндалин, вызываемое стрептококками или стафилококками, реже — другими микроорганизмами, вирусами и грибками (см. подробнее Этиология). Ангиной также называют обострение хронического тонзиллита.

## История
Ангина известна с древнейших времён. Описывается ангина в трудах Гиппократа (V—IV век до н. э.), Цельса (II век н. э.). В рукописях Абу Али Ибн Сины (Авиценны, XI век) упоминается об интубации и трахеотомии при асфиксии на почве ангины.

## Классификация
Клинически острый тонзиллит может быть в форме катаральной ангины, лакунарной ангины, паренхиматозного тонзиллита, фолликулярной ангины или плёнчатого тонзиллита.
По частоте возникновения острый тонзиллит может быть также рекуррентным, то есть повторяющимся с периодами отсутствия жалоб между эпизодами заболевания. Однако вместо данного термина практикуется использования термина хронического тонзиллита, в результате чего возникает путаница и теряется часть смысла.

### Катаральная
Катара́льная ангина развивается остро, пациент предъявляет жалобы на ощущение в горле жжения, сухости, першения, а затем возникает небольшая боль при глотании. Наблюдается клиника астено-вегетативного синдрома. Температура, как правило, субфебрильная, имеются небольшие воспалительного характера изменения периферической крови.

## Этиология
При ангине более чем в 50 % случаев основная этиологическая роль принадлежит β-гемолитическому стрептококку группы А.
- Бактерии — наиболее часто β-гемолитический стрептококк группы А, реже стафилококк или их сочетание, реже пневмококки. В некоторых случаях в патологическом процессе могут участвовать и бактерии, такие как Haemophilus influenzae и различные виды Mycoplasma или Chlamydia, которые переносятся преимущественно воздушно-капельным путем[8][неавторитетный источник] .
- Вирусы — чаще аденовирусы (типы 1−9 тип), энтеровирус Коксаки, вирус герпеса.
- Спирохета Венсана в симбиозе с веретенообразной палочкой (язвенно-плёнчатая ангина).
- Грибы рода Candida в симбиозе с патологическими кокками.

Предрасполагающие факторы: местное и общее переохлаждение организма, снижение местного и общего иммунитета, травма миндалин, состояние центральной и вегетативной нервной системы, нарушение носового дыхания, хронические воспалительные процессы в полости рта, носа и околоносовых пазух.

## Лечение
Медикаментозное лечение назначает врач в зависимости от состояния больного и формы ангины.
Основные рекомендации — это приём антибиотиков группы пенициллинов. Больной должен соблюдать постельный режим. Нераздражающая, мягкая и питательная диета в тёплом виде (только по аппетиту). Приём витаминных комплексов. Рекомендуется обильное питьё: тёплый чай с лимоном, молоко, кислые морсы, минеральная вода. Полоскание горла антисептическими растворами 5-6 раз в день. Больного необходимо по возможности изолировать, выделить ему отдельную посуду и полотенце. Комнату следует регулярно проветривать и проводить в ней влажную уборку. Ухаживающий за больным должен тщательно и регулярно мыть руки с мылом, использовать дезинфицирующие средства для протирания рук, носить защитную медицинскую маску.
- В лечении бактериальных ангин используют различные виды антибиотиков и противомикробных препаратов синтетического происхождения (зависит от чувствительности микроба и реакции пациента на лекарства), различные локальные антисептики, которые выпускаются в виде спрея или аэрозоля, а также таблеток, леденцов и пастилок.
- В лечении грибковых ангин (такая болезнь провоцируется в основном грибком из рода Кандида), используют противогрибковые препараты. Грибковая ангина часто возникает после длительного лечения антибиотиками.

При температуре выше 38 градусов могут назначаться жаропонижающие. При бактериальной этиологии ангин во многих случаях назначают антибиотик, обладающий активностью в отношении кокковой флоры (стрептококки и стафилококки), курс проводится не менее 10 дней. Существует мнение, что антибиотики необходимо начать принимать не позднее 9 дня болезни. Целью антибиотиков при стрептококковой группы A инфекции является избежание ревматической лихорадки как возможного осложнения.
По причине отсутствия доказательной базы можно утверждать, что широко рекламируемые «иммуномодуляторы» и «противовирусные от всех ОРВИ» не работают против тонзиллитов и фарингитов, вызванных вирусами.

## Комментарии
1. ↑  Острый рекуррентный тонзиллит отсутствовал в классификации МКБ-10, но появился в МКБ-11